# نسينغا أودجو
نسينغا أودجو (29 سبتمبر 1934 - 24 فبراير 2021) سياسي من الكونغو. شغل منصب أول مفوض للدولة في زائير من 23 أبريل 1981 إلى 5 نوفمبر 1982. من عام 1966 إلى عام 1969 شغل أيضًا منصب وزير العدل.